# سعوان (بعدان)

تعديل مصدري - تعديل

سعوان هي إحدى قرى عزلة دلال بمديرية بعدان التابعة لمحافظة إب، بلغ تعداد سكانها 460 نسمة حسب تعداد اليمن لعام 2004.